# 梅行
梅行（1919年9月—2000年9月24日），出生于江苏省江阴县泗港镇（现属张家港市）。中华人民共和国政治人物。

## 生平
1935年，考入苏州工业专门学校。1938年5月，在延安抗日军政大学四大队学习，同年11月，加入中国共产党。1939年1月，在延安鲁迅文艺学院学习，同年3月，参加鲁艺文工团去太行八路军总部，帮助部队开展文艺工作，并写作反映抗日前线活动的作品。1940年3月回延安，先后在鲁艺文学部和编译处工作。1941年，起担任文学部助教，并在八路军总政治部的部队艺术学校兼课。1942年6月，调陕甘宁边区绥德地委工作，先后任绥德分区《抗战报》主编、宣传部科长、地委秘书。1948年6月，任中共中央西北局宣传部秘书，并参与编辑西北局的党刊。1949年5月后，任中共中央东北局宣传部办公室副主任、主任、东北局机关党委副书记。
1952年后，先后任国家计划委员会办公室副主任、研究室主任，李富春办公室负责人，中共中央办公厅财经组组长，国家经济委员会研究室主任。文化大革命结束后，先后任中共中央办公厅研究室副主任，中共中央书记处研究室副主任。此外担任第六届全国人民代表大会常务委员会委员、财政经济委员会委员，第七届全国政协常委。2000年9月24日，在北京逝世，享年81岁。

## 家庭
妻子：聂眉初。